# Mali Konec
Mali Konec – wieś w Słowenii, w gminie Grosuplje. 1 stycznia 2017 liczyła 31 mieszkańców.